# SN 1962G
SN 1962G – supernowa odkryta 1 maja 1962 roku w galaktyce MCG +05-36-34. W momencie odkrycia miała maksymalną jasność 19,00m.